# Belagerung von Nyenschanz
1. Phase: Schwedische Dominanz (1700–1709)
Dänischer Kriegsschauplatz (1700)
Humlebæk • Tönning I 
Livländ./ Estnischer Kriegsschauplatz (1700–1708)
Riga I • Jungfernhof • Varja • Pühhajoggi • Narva • Petschora • Düna • Rauge • Erastfer • Hummelshof • Embach • Tartu • Narva II • Wesenberg I • Wesenberg II
Ingermanländ./ Finnischer Kriegsschauplatz (ab 1701)
Archangelsk • Ladogasee • Nöteborg • Nyenschanz • Newa • Systerbäck • Petersburg • Wyborg I • Porvoo • Newa II • Koporje II • Kolkanpää
Litauisch-weißrussischer Kriegsschauplatz (1702–1706)
Vilnius • Saladen • Jakobstadt • Gemauerthof • Mitau • Grodno I • Olkieniki • Njaswisch • Klezk • Ljachawitschy
Polnischer Kriegsschauplatz (1702–1706)
Klissow • Pułtusk • Thorn • Lemberg • Warschau • Posen • Punitz • Tillendorf • Rakowitz • Praga • Fraustadt • Kalisch 
Russischer Kriegsschauplatz (1708–1709)
Grodno II • Golowtschin • Moljatitschi • Rajowka • Lesnaja • Desna • Baturyn • Koniecpol • Weprik • Opischnja • Krasnokutsk • Sokolki • Poltawa I • Poltawa II
2. Phase: Schweden in der Defensive (1710–1721)
Baltischer und Finnischer Kriegsschauplatz (bis 1714)
Riga II • Wyborg II • Pernau • Kexholm • Reval • Hogland • Pälkäne • Storkyro • Nyslott • Hanko 
Schwed./Norwegischer Kriegsschauplatz (1710–1721)
Helsingborg • Køge-Bucht • Bottnischer Meerbusen • Frederikshald I • Dynekilen-Fjord • Göteborg I • Strömstad • Trondheim • Frederikshald II • Marstrand • Ösel • Göteborg II • Södra Stäket • Grönham • Sundsvall
Norddeutscher Kriegsschauplatz (1711–1716)
Elbing • Wismar I • Lübow • Stralsund I • Greifswalder Bodden I • Stade • Rügen • Gadebusch • Altona • Tönning II • Stettin • Fehmarn • Wismar II • Stralsund II • Jasmund • Peenemünde • Greifswalder Bodden II • Stresow 
Bei der Belagerung von Nyenschanz vom 24. April bis zum 1. Mai 1703 im Großen Nordischen Krieg eroberten russische Truppen unter dem Oberbefehl von Scheremetew die Festung an der Newa in Schwedisch-Ingermanland.

## Vorgeschichte

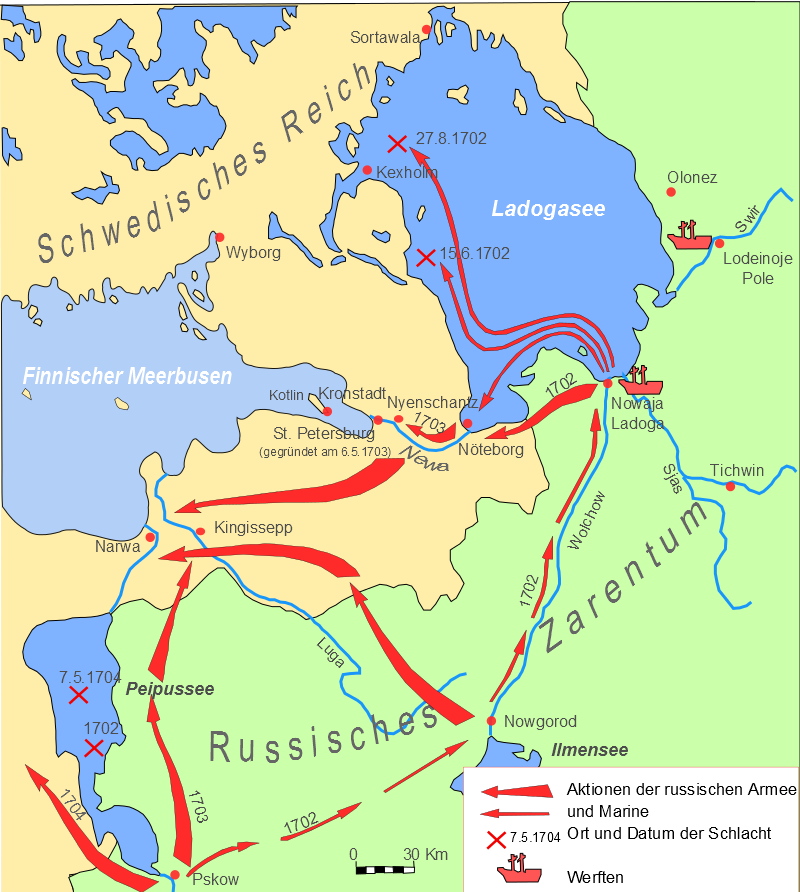
Russische Vorstöße in das schwedische Kernland von 1700 bis 1704

Der russischen Armee gelang es ab 1702 durch militärische Erfolge ihr Einflussgebiet auf schwedisches Territorium stetig zu erweitern. Mit der Eroberung der Schlüsselburg, auch Nöteborg, wurde der Weg über die Newa und dessen Zufluss zur Ostsee zum Hauptangriffsgebiet der russischen Armee. In der Nähe der Schlüsselburg und in Olonetz bauten russische Spezialisten eine Flotte auf, mit der die schwedische Vorherrschaft im östlichen Teil der Ostsee bedroht werden sollte. 
Die Schanze von Nyen beherrschte gleich der Schlüsselburg den Ausfluss der Newa aus dem Ladogasee. Ebenso wie die Schlüsselburg musste diese Festung eingenommen werden, um die Newa zu beherrschen. Die Besatzung, welche aus der Nöteborg vertrieben wurde, hatte sich in die Nyenschanz zurückgezogen.
Mitte März 1703 marschierten die Russen mit 4.000 Mann in die schwedische Provinz Kexholms län ein;  der Major Brockkusen verteidigte mit seinen sechs Kompagnien Reiterei die Provinz so lange wie möglich. Erst als die Reiterei auf etwa 60 Mann geschrumpft war, zog sich der Major zurück. Als das russische Heer auf 20.000 Mann angewachsen war, marschierten diese unter dem Kommando von Zar Peter I. Richtung Nyenschanz, um diese zu belagern.

## Die Belagerung

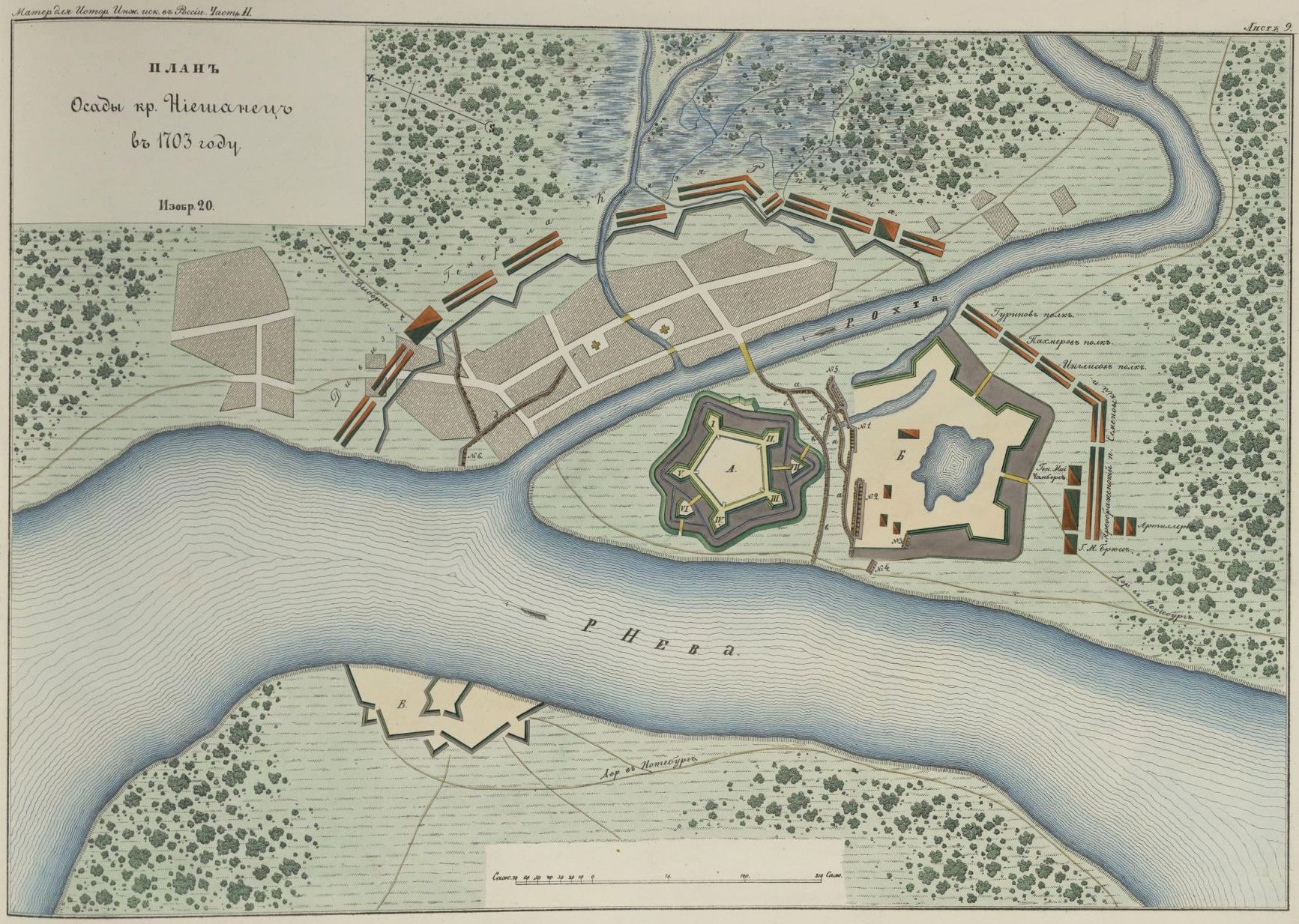
Belagerungsplan der Festung Nyenschanz

Am 24. April 1703 begann die Belagerung der Festung. Der Kommandant der Festung, Oberstleutnant Apollof, wurde zur Übergabe der Festung aufgefordert, lehnte dies aber ab. Die Festung wurde daraufhin acht Tage lang mit Artillerie beschossen. Die Russen nutzten ein Lager, welches Generalmajor Cronhjort im Vorjahr während einer Übung hatte errichten lassen als Deckung. Deshalb hatten sie nur geringe Verluste als die Schweden das Feuer erwiderten.
Nachdem die Festung am 1. Mai 1703 zehn Stunden lang beschossen wurde, trat Apollof in Kapitulationsverhandlungen mit Feldmarschall Scheremetew ein. Die Nationalschweden erhielten freien Abzug, mussten aber ihre Waffen zurücklassen. Die restlichen Soldaten gingen in Kriegsgefangenschaft. Die Schweden zogen nach Wyborg ab.

## Folgen

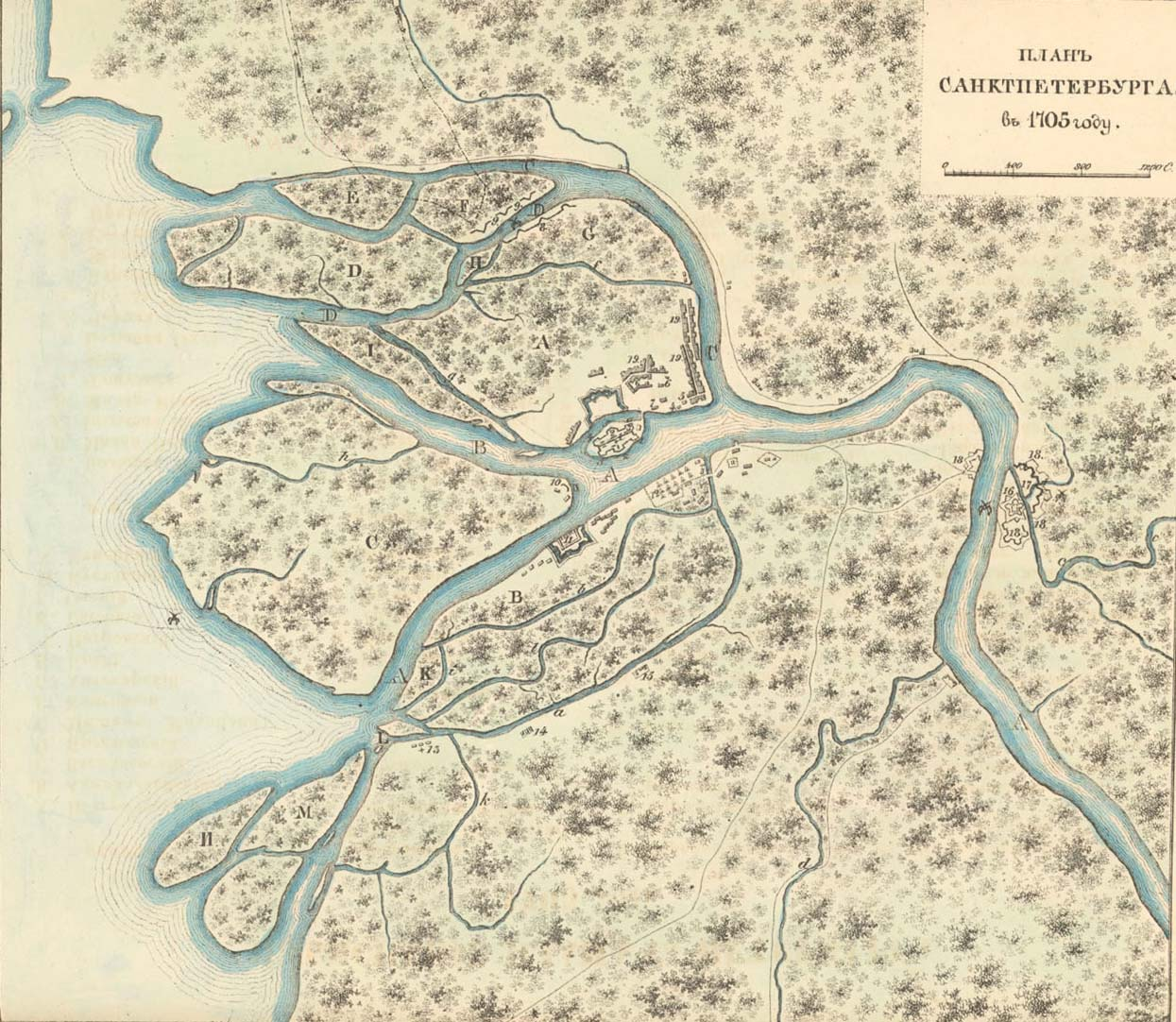
Plan von Sankt Petersburg aus dem Jahre 1705 mit Nyenschanz im Osten

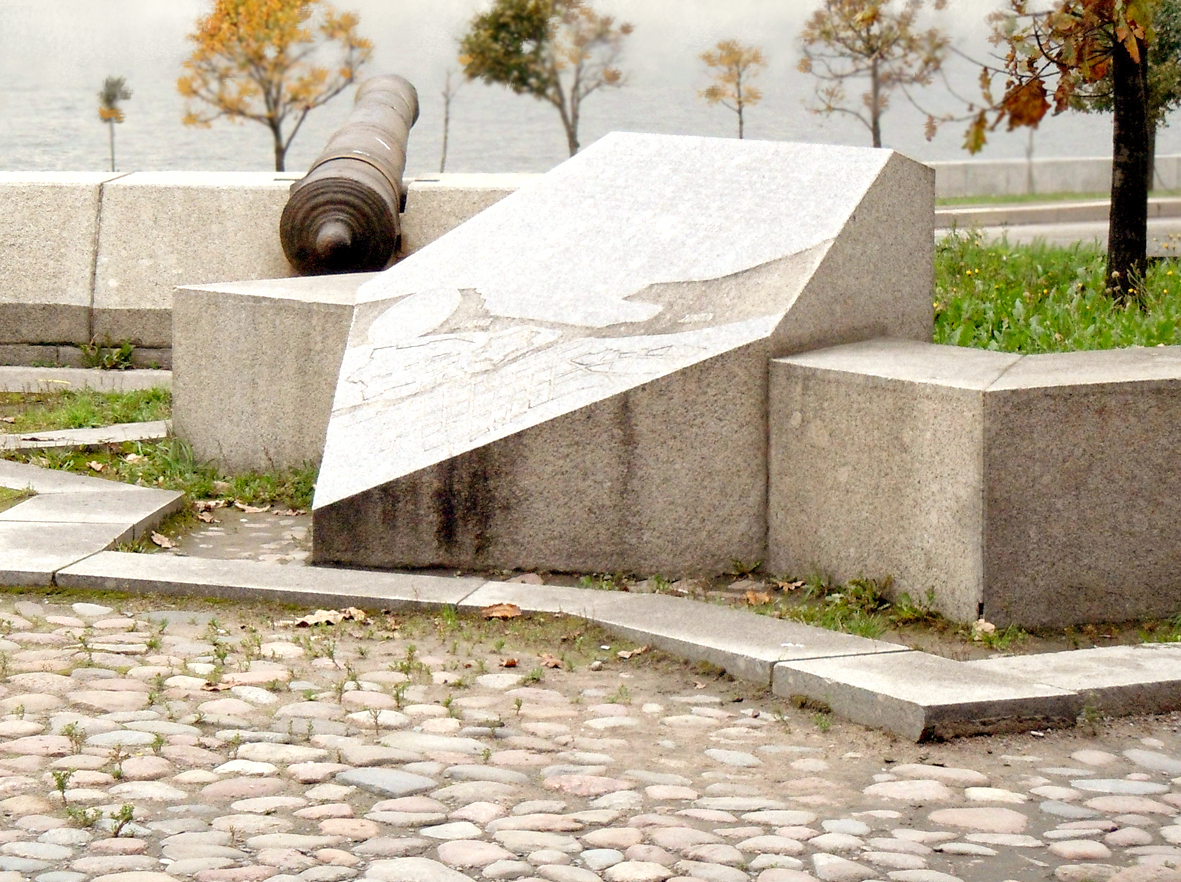
Gedenkstätte Festung Nyenschanz
Gegründet 15. Juni 2000

Da der Standort der Festung von den Russen als ungenügend bewertet wurde, wurde die Stadt Nyen und die Schanze nach der Eroberung niedergebrannt. Die Festung wurde unter der Aufsicht des zum Kommandanten ernannten Carl Ewald von Rönne komplett geschleift. Direkt in der Nähe, an der Mündung der Newa, begann der Zar mit dem Bau seiner neuen Hauptstadt Sankt Petersburg mit der vorgelagerten Festung Kronstadt.
Gut zwei Wochen nach der Einnahme der Festung, am 18. Mai 1703, lockten die Russen im Seegefecht an der Mündung der Newa schwedische Schiffe in einen Hinterhalt und enterten sie.
Zur Feier der Eroberung von Nyenschanz verlieh der Zar sich selbst und Bombardierleutnant Alexander Danilowitsch Menschikow, dem ersten Generalgouverneur von Sankt Petersburg, den Orden des Heiligen Andreas des Erstberufenen.